# Ястребинка пятнистая
Ястребинка пятнистая (лат. Hieracium maculatum) — вид цветковых растений семейства Астровые (Asteraceae), рода Ястребинка (Hieracium).

## Распространение
Вид родом из Португалии, встречается в Европе, интродуцирована в Северной Америке и считается сорняком в Канаде.

## Описание
Цветки лимонно-жёлтые, раскрываются в мае. 
Листья серо-зелёные, опушенные, овальные или ланцетные, зубчатые по краю. 
Растение достигает высоты до 40 см. Розетка прикорневая.

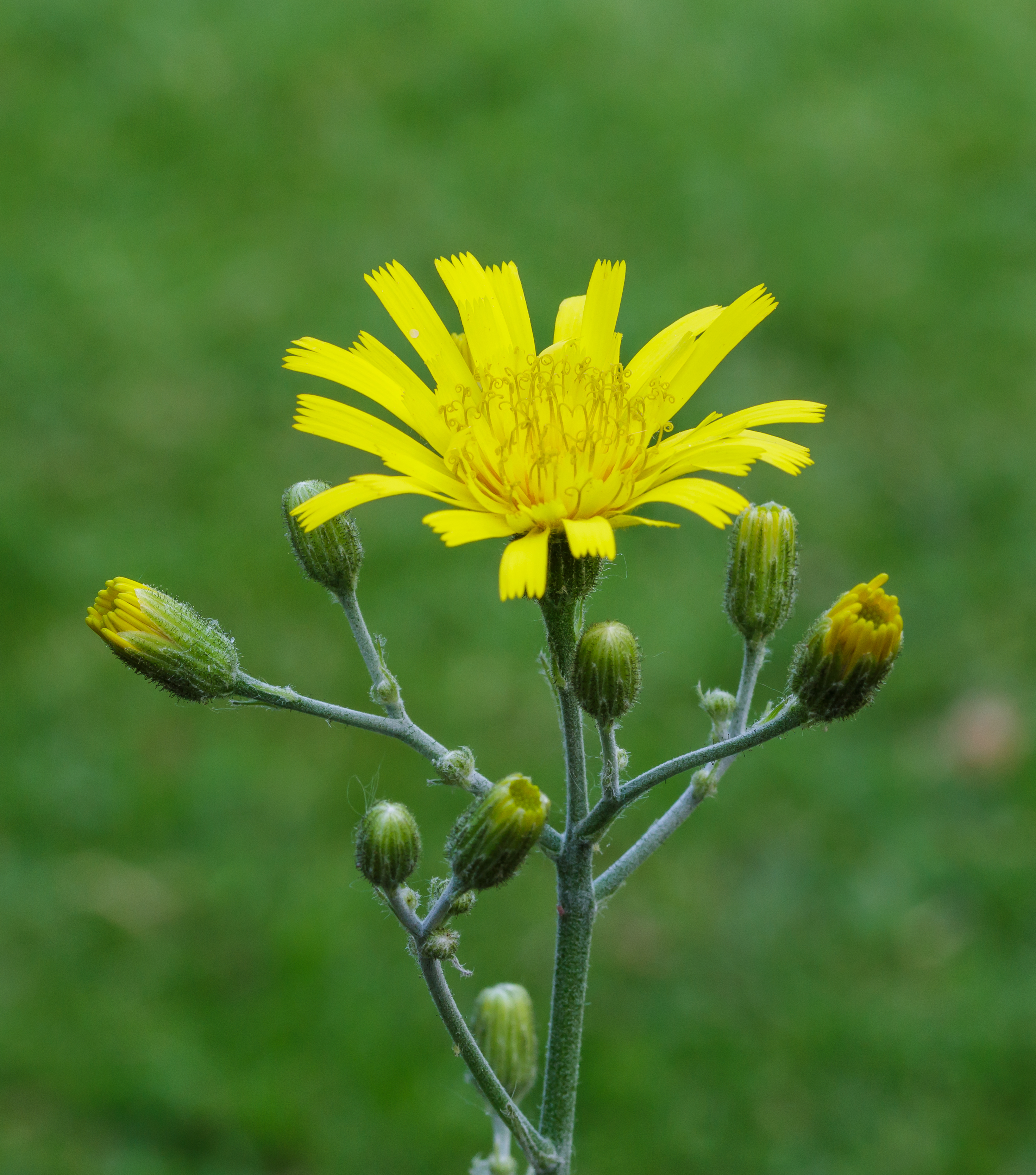
Соцветие
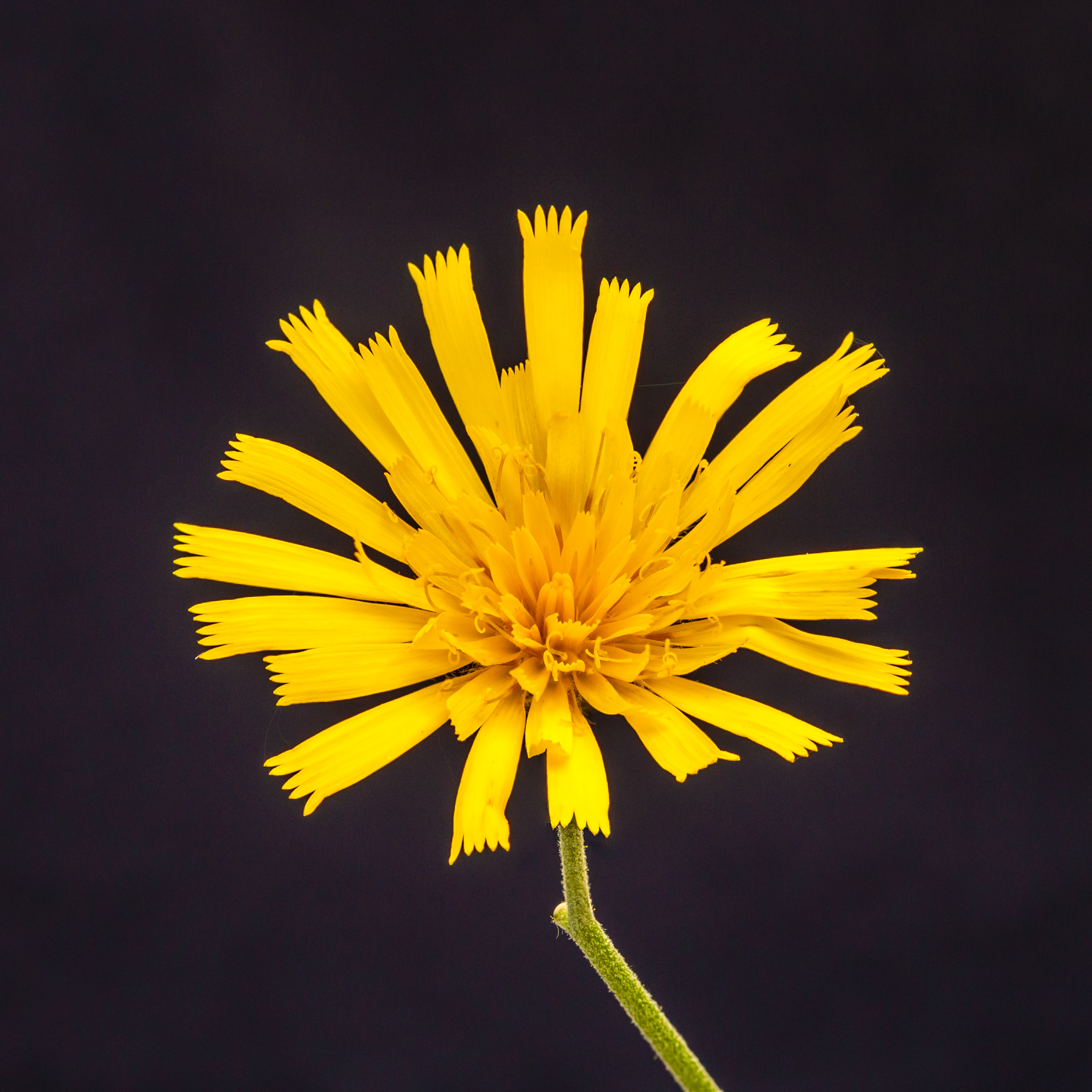
Цветок
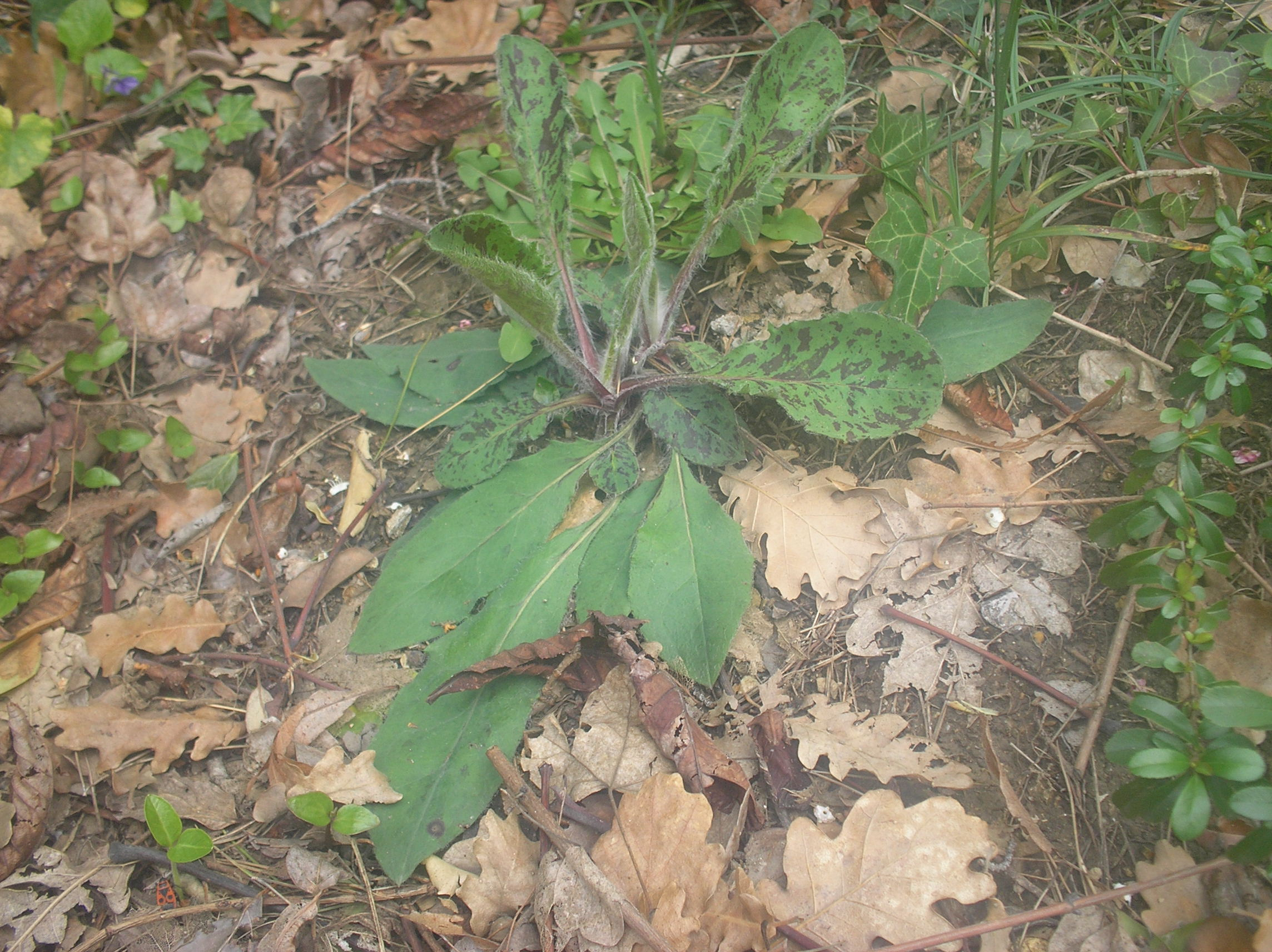
Розетка листьев

## Таксономия
Hieracium maculatum Schrank, Baiersche Flora 2: 319. 1789.

### Подвиды
- Hieracium maculatum subsp. arenarium
- Hieracium maculatum subsp. martrinii
- Hieracium maculatum subsp. platybasis

и многие другие.

## Использование
Из-за своей окраски Ястребинку пятнистую используют как декоративное растение.